# George Kobayashi
George Kobayashi (jap. 小林 ジョージ Kobayashi George; ur. 29 listopada 1947) – japoński piłkarz, reprezentant kraju.

## Kariera klubowa
Od 1971 do 1976 roku występował w klubie Yanmar Diesel.

## Kariera reprezentacyjna
W reprezentacji Japonii zadebiutował w 1972. W sumie w reprezentacji wystąpił w 3 spotkaniach.

## Statystyki
| Reprezentacja Japonii | Reprezentacja Japonii | Reprezentacja Japonii |
| Rok                   | Mecze                 | Gole                  |
| --------------------- | --------------------- | --------------------- |
| 1972                  | 3                     | 0                     |
| Razem                 | 3                     | 0                     |